# 朴正男
朴 正男（パク・ジョンナム、朝鮮語: 박정남）は、朝鮮民主主義人民共和国の政治家。朝鮮労働党中央委員会総務部長、最高人民会議法制委員会委員。朝鮮労働党中央委員会政治局委員候補、江原道党委員会委員長などを歴任した。

## 経歴
出生地や生年月日は不明。1996年3月に咸興市海岸区域責任書記に就任し、2001年7月に江原道党委員会書記に就任した。2013年に江原道党委員会責任書記に昇格し、2014年3月に最高人民会議第13期代議員に選出された。2016年5月6日に開催された朝鮮労働党第7次大会で朝鮮労働党中央委員会委員に選出された。2019年4月10日に開催された党中央委員会第7期第4回総会で、党中央委員会政治局委員候補に補選された。翌日に開催された最高人民会議第14期第1回会議で、最高人民会議法制委員会委員に選出された。
2021年1月5日から開催された朝鮮労働党第8次大会で中央委員会委員に選出され、1月10日に開催された党中央委員会第8期第1回総会で党中央委員会総務部長に選出された。